# Chris Van Hollen
Chris Van Hollen (* 10. ledna 1959 Karáčí, Pákistán) je americký politik za Demokratickou stranu. Od roku 2017 je senátorem Senátu Spojených států amerických za Maryland. Předtím byl v letech 2003–2017 poslancem Sněmovny reprezentantů, v níž zastupoval Maryland za osmý kongresový okres.